# Weesperplein metróállomás
Weesperplein metróállomás az amszterdami metró 51-es, 53-as és 54-es vonalán. 40 méter széles keszonok segítségével építették fel. Két emeletes az állomás, az felső emeletén boltokat lehet találni, míg az alsó emeleten helyezkednek el maguk a sínek. 1977 januárjában érkezett meg ide az első járat, majd szeptemberben több tesztelésen is átesett, mielőtt október 16-án hivatalosan is megnyílt volna.
2011-ben felújították az állomást, de olyan rosszul sikerültek a javítások, hogy 2017-ben és 2018-ban újabb építkezéseken esett át. Egy új liftet és két új lépcsőt is építettek a felújítások során. 2018-ban a metróhálózat ötödik legforgalmasabb állomása volt, amiben nagy szerepet játszik, hogy itt helyezkedik el az Amszterdami Egyetem Roeterseiland campusa és az Artis állatkerthez is ez a legközelebbi metrómegálló. Mindössze az Amsterdam Centraal, az Amsterdam Zuid, az Amsterdam Amstel és az Amsterdam Bijlmer ArenA állomások előzték meg.
Építettek még egy peront az esetleges keleti-nyugati vonalnak, de atombunkerré alakították át, mikor 1975-ben lemondták a vonal megépítését. 1999-től kezdve nem fektettek be a bunker fenntartásába és 2004-ben eltávolították.

## Szomszédos állomások
A metróállomáshoz az alábbi állomások vannak a legközelebb:
- Waterlooplein (Centraal Station irányába)
- Wibautstraat (Isolatorweg, Gaasperplas és Gein irányába)

## Átszállási kapcsolatok
| 51 (Centraal Station ↔ Isolatorweg) |                        |                                     |
| 53 (Centraal Station ↔ Gaasperplas) |                        |                                     |
| 54 (Centraal Station ↔ Gein)        |                        |                                     |
| Állomás                             | Átszállási kapcsolatok | Fontosabb létesítmények             |
| Weesperplein                        | 1, 7, 19 246, N85, N86 | Amszterdami Egyetem Artis állatkert |